# Пустынная крыса
«Пустынная крыса» (яп. 砂ぼうず Сунабодзу), международное название — «Desert Punk», постапокалиптичная комедийная манга, созданная Усунэ Масатоси и состоящая из 21 тома.
Манга была адаптирована в 24-серийное аниме, созданное студией Gonzo и срежиссированное Такаюки Инагаки с дизайном персонажей от Такахиро Ёсимацу. Композитором выступил Кохэй Танака.

## Сюжет
После ядерной катастрофы, подобно многим другим странам, Япония превратилась в пустыню. Выжившие люди живут в бедности в своих редких поселениях. «Пустынная крыса» рассказывает о приключениях наёмника по имени Канта Мидзуно, прозванного «Пустынник» или «Демон Пустыни» (яп. 砂ぼうず) предположительно из-за его невероятных подвигов и мастерства, но на самом деле он сам распускает подобные слухи о себе. У него два основных интереса в жизни — работа наёмника-одиночки и пышногрудые красотки. По ходу повествования он приобретает ученика и находит несколько друзей, а также наживает врагов.

## Персонажи
Пустынная крыса (яп. 砂ぼうず Сунабодзу, «пустынник»), также известный как «Демон Пустыни»,  является наёмником Гильдии Порученцев. Тайко неоднократно замечает, что он самый похотливый человек в пустыне, способный забыть обо всём на свете при виде большой женской груди. Несмотря на это, Канта является профессионалом в своей работе и способен выполнить практически любую задачу, независимо от её цены и опасности. Не являясь авторитетом среди жителей пустыни, он всё равно побеждает в боях, даже при численном превосходстве врагов. Легендарная репутация Пустынника появилась из-за грандиозной саморекламы везде, где он появляется, его невероятной удачи, остроумия и интеллекта, а также его оружия и амуниции. Ему 17 лет. В 4 серии аниме Пустынник встречает свою ученицу — 14-летнюю Коидзуми Тайко. Она была ученицей Ономадзиру — Мерцающего Снайпера (иной перевод: Снайпер Призрачного Тумана), который хотел убить Канту, чтобы прославиться, но проиграл. После победы Пустынник оставляет его в пустыне, связанного его же рубашкой. Коидзуми покидает своего учителя и убегает в пустыню. В 7 серии аниме она убеждает Канту стать её учителем, показав фотографию грудастой девушки в бикини, которую она назвала своей матерью. Канта решает вырастить из неё идеальную женщину для себя и соглашается её обучать. В начале она является для него обузой, проваливает задания и очень портит репутацию Демона Пустыни, но похоть Канты, который мечтает, что однажды у неё вырастет большая грудь, не даёт ему избавиться от Коидзуми. Оружие Пустынника — старый Винчестер модели 1897 года, оставленный ему отцом. Дробовик был немного модернизирован для более мощного заряда. Канта имеет множество устройств, которые вводят в заблуждение его врагов. На спине он носит ракетную лебёдку, которая позволяет ему преодолевать высокие препятствия. Когда враги не видят троса, за который держится Канта, то считают, что он летит. Он часто использует в качестве приманки и отвлекающего манёвра замаскированные под человека воздушные шары. Канта является экспертом по взрывчатым веществам и гранатам. В конце аниме он получает в свои руки силу, с помощью которой планирует в будущем подчинить себе всю пустыню.
Сэйю: Тихиро Судзуки
Косуна (яп. 小砂 Косуна, «песчинка»), настоящее имя — Тайко Коидзуми (яп. 小泉 太湖 Коидзуми Тайко). Тайко была ученицей Мерцающего Снайпера. Она хочет стать самой сильной и красивой женщиной в пустыне. После того, как Мерцающий Снайпер был побеждён Пустынником, Косуна следует за Кантой и просит принять её в ученицы. Сначала Канта возражает, но в конечном итоге принимает её после того, как Тайко показывает ему фотографию женщины с большой грудью, утверждая, что та была её матерью, подразумевая, что такой она сама будет через несколько лет. После этого похотливый Пустынник не может не принять её и назначает своей личной помощницей. Косуна — молодая плоскогрудая девчонка, поэтому Канта только дразнит её, из-за чего Тайко возненавидела грудастых женщин, таких как Дзюнко. Косуна терпеть не может способность Дзюнко манипулировать её учителем и пытается убить её несколько раз. Неспособная закончить любую задачу самостоятельно в начале, Тайко — удивительно способная ученица, несмотря на упреки Канты. Она очень преданна и чисто выполняет приказы, почти не жалуясь. Косуна превращается в превосходного наемника, способного отлично выживать в пустыне и оценивать ситуацию. Позже она становится превосходным стрелком, иногда попадая в цель из непривычного или слишком тяжелого для неё оружия. После того, как Демона Пустыни, по-видимому, убивают, Тайко занимает его место, став новым Пустынником, и берёт себе собственного ученика. С 21 серии Косуна — главный герой аниме.
Сэйю: Тива Сайто

### Братья-пулемётчики
Друзья детства Пустынника. Они познакомились ещё в те времена, когда он воровал конфеты у уличного торговца. Как бы то ни было, когда нужно выполнить работу, эти парни — мастера в своём деле. Они очень самоуверенны и постоянно смеются над Пустынником, хоть и уважают его. Им часто приходится решать, спасать Пустынника или бросить его.
Имена Братьев-пулемётчиков основаны на названиях времен года — зимы, осени и весны соответственно, а имя их сестры — лета.
Фуюо Кавагути (яп. 川口 冬夫 Кавагути Фуюо) — старший из трёх братьев, который командует остальными. Вместе с Акио и Харуо он создал команду Братьев-пулемётчиков. Все трое заботятся о своей сестре Нацуко. Оружие Фуюо — пулемёт Браунинг M2 .50 калибра с винтовочным прикладом и передней рукояткой.
Сэйю: Дзиро Сайто
Акио Кавагути (яп. 川口 秋夫 Кавагути Акио) — средний брат. Самоуверен. Использует пулемёт M249.
Сэйю: Отоя Кавано
Харуо Кавагути (яп. 川口 春夫 Кавагути Харуо) — младший брат. Был плаксой в детстве и до сих пор обладает этой чертой характера. Его оружие — пулемёт M60.
Сэйю: Ясухиро Такато

### Прочие
Нацуко Кавагути (яп. 川口 夏子 Кавагути Нацуко) — сестра Братьев-пулемётчиков. Была другом детства Канты и, по его мнению, плаксой. Она не виделась с ним и своими братьями с тех пор, как пошла работать на правительство Оазиса, где дослужилась до звания капитана. Будучи опытным кулачным бойцом, она стала идолом Косуны.
Сэйю: Юко Минагути
Дзюнко Асагири (яп. 朝霧 純子 Асагири Дзюнко) — конкурент Пустынной крысы, женщина с очень большой грудью. Прозванная Лисицей Пустыни, эта красивая наемница, первый раз столкнувшись с Пустынной крысой, использовала свою привлекательность, чтобы обманом заставить его получить важный ключ у Мокото Кавадзу, лидера пустынной банды. Дзюнко стала объектом желаний Канты, что она часто и использует, чтобы манипулировать им. Дзюнко всегда старается выбирать сторону победителей. В конце аниме, поняв какая сила теперь стоит за Кантой, она окончательно присоединяется к Пустынной крысе, чтобы сразиться с Косуной и противниками правительства.
Сэйю: Томоко Котани
Дождевой Паук (яп. 雨蜘蛛 Амагумо) — конкурент Пустынной крысы, который не уступает в сражении. Он известен как внушающий страх сборщик долгов, который забирает не только деньги, но и душу жертвы. Хоть он и получил свою репутацию жестокой тактикой, Паук предпочитает отступить, оказавшись в невыгодном положении. Однако, несмотря на то, что он несколько раз сбегал во время восстания, он всегда возвращался, чтобы помочь восставшим. Быстро бегает.
Сэйю: Норио Вакамото

## Медиа

### Манга
Манга ощутимо отличается от аниме большей реалистичностью. В ней чаще используется чёрный юмор вместо шуток с сексуальным подтекстом. Многие изменения в манге вызваны тем, что аниме хотели придать более беззаботный характер. Также аниме и манга имеют различные концовки.
В аниме отсутствуют пять сюжетных линий, а с 19 серии сюжеты аниме и первоисточника разделяются полностью, поэтому главы манги с 43 по 86 в аниме остаются без внимания.

### Аниме
В первой половине сериал имеет беззаботный тон, как и сам Канта и его жизнь в пустыне, которая представлена в виде весёлых приключений.
Во второй половине аниме атмосфера более серьёзна: Канта оказывается втянутым в политические распри, которые возникают вокруг Великой пустыни Канто. Это изменение в тоне находит отражение в смене открывающей и завершающей музыкальных тем сериала.

#### Список серий
3

| | |                 |  |
| 01 | «Демон и двойная Д» («Демон и сиськи») «The Demon and The Double D's» «Акума то Боин» (妖怪と、ボイン)                                     | 4 октября 2004  |  |
| Введение в мир Пустынника, в котором Дзюнко вынуждает его сразиться с бандой Кавадзу. Как бы то ни было, единственный, кто получит за это награду, — Дзюнко. | |                 |  |
| 02 | «Песок и дождь» «Rock, Paper, Scissors» («Камень, ножницы, бумага») «Суна то Амэ» (砂と、雨)                                               | 11 октября 2004 |  |
| Две разные компании одновременно нанимают Пустынника и Дождевого Паука, чтобы они взыскали долг со старика и его дочери. Выяснив, что старику нечем платить, Паук хочет продать его дочь в качестве оплаты, но у Пустынника на неё другие планы. Два наёмника незамедлительно устраивают дуэль из-за девушки. | |                 |  |
| 03 | «Танк и автомат» «Fire Dragon Kong» («Огненный Дракон Конг») «Сэнся то Масинган» (戦車と、マシンガン)                                      | 18 октября 2004 |  |
| Дзюнко убеждает Пустынника и Братьев-пулемётчиков помочь ей уничтожить мощный танк, прозванный Огненным Драконом Конгом. | |                 |  |
| 04 | «Целясь и выслеживая» («Стрельба и звуки шагов») «An Ace in the Sand» («Туз в песке», ) «Согэки то Асиото» (狙撃と、足音)                  | 25 октября 2004 |  |
| Снайпер с помощью своей ученицы, Косуны, заманивает Пустынника в ловушку, надеясь прославиться победой над «великим Демоном Пустыни». После победы Пустынника над снайпером Косуна умоляет его стать её новым учителем, но он отказывает ей. | |                 |  |
| 05 | «Колодец и ловушка» «The Price of Water» («Цена воды») «Идо то Вана» (井戸と、罠)                                                          | 2 ноября 2004   |  |
| Деревня, которая готовится заполучить собственный обильный источник воды, нанимает Пустынника защитить её от надвигающихся рейдеров. Ожидая их, Пустынник вызывает ненависть у сельчан, прожорливо поедая их продовольствие и воду. | |                 |  |
| 06 | «Ракета и блуждание» «Wandering Lust» («Блуждающая похоть») «Рокетто то Хоро» (ロケットと、放浪)                                           | 9 ноября 2004   |  |
| Пустынник побеждает рейдеров, но, проснувшись, оказывается выброшенным за пределы деревни на произвол судьбы лишь с небольшим запасом пищи и воды. Он пытается вернуться в деревню и получить своё вознаграждение, но оказывается в ещё более худшем положении, и только Братья-пулемётчики могут его спасти. | |                 |  |
| 07 | «Учитель и ученик» «Age Before Beauty» («Годы до красоты») «Сисё то Деси» (師匠と、弟子)                                                   | 16 ноября 2004  |  |
| Тайко, она же Косуна, убеждает Пустынника сделать её своей ученицей. | |                 |  |
| 08 | «Девушка-собака и скала» «A Dog in Heat» («Течная самка») «Инуонна то Ива» (犬女と、岩)                                                    | 23 ноября 2004  |  |
| Пустынник разрушает печать проклятья женщины-собаки. | |                 |  |
| 09 | «Жизнь и игра» «All That Glitters» («Всё, что блестит») «Дзинсэй то Гему» (人生と、ゲーム)                                                 | 30 ноября 2004  |  |
| Дзюнко убеждает Пустынника и Косуну работать на эксцентричного миллионера, который ищет потерянные сокровища. Когда они находят их, на них нападает робот-страж. | |                 |  |
| 10 | «Хранитель и искатель сокровищ» «A Little Bit of Wisdom» («Немного мудрости») «Баннин то Такара Сагасинин» (番人と、宝探し人)              | 7 декабря 2004  |  |
| Продолжение 9 серии. Дзюнко предаёт Пустынника и миллионера, надеясь оставить сокровище себе. Пустынник обнаруживает, что робот-охранник - это и есть основная ценность, а Косуна мстит Дзюнко за её предательство. | |                 |  |
| 11 | «Грех и воздаяние» «Compromising Positions» («Компромиссные позиции») «Цуми то Бацу» (罪と、罰)                                            | 14 декабря 2004 |  |
| Пустынник пытается вынудить Дзюнко вступить с ним в половую связь и стать матерью его детей. | |                 |  |
| 12 | «Девушка и спасение» «A Change of Heart» («Измена сердца») «Сёдзё то Кюсюцу» (少女と、救出)                                                | 21 декабря 2004 |  |
| Пустынник и Косуна спасают похищенную дочь правительственного министра. | |                 |  |
| 13 | «Идеалы и реальность» «Opposites Collide» («Столкновение противоположностей») «Рисо то Гендзицу» (理想と、現実)                            | 28 декабря 2004 |  |
| Пустынник и Косуна спасают от смерти в пустыне Страйкера, юношу-идеалиста, которого тренировали как элитного солдата правительства, и двух детей, надеясь подзароботать не этом. Впоследствии, дети оказываются объявленными в розыск ворами. Вся компания попадает в крупные неприятности. | |                 |  |
| 14 | «Хороший песок и полный автомат» «Kosuna - Fully Automatic» («Косуна - полностью автоматическая») «Косуна то Фуруото» (小砂と、フルオート) | 17 января 2005  |  |
| Косуна добывает новое оружие. | |                 |  |
| 15 | «Сестра и друг детства» «The Girl Next Door» («Соседка») «Кёдай то Осанадзими» (兄弟と、幼なじみ)                                          | 11 января 2005  |  |
| Пустынник и Братья-пулемётчики нанимаются защищать «удобряющую» установку, но это задание оказывается куда больше, чем просто охраной. | |                 |  |
| 16 | «Карри и рис» «A Load Of…» («Немерянно…») «Карэ то Райсу» (カレーと、ライス)                                                               | 18 января 2005  |  |
| Продолжение 15 серии. Дела пошли плохо, и теперь установка захвачена Дождевым Пауком, так что Пустыннику придётся попотеть. | |                 |  |
| 17 | «Дзюнко и преследователь» «Perv in Pursuit» («Извращенец в погоне») «Дзюнко то Цуйсэкися» (純子と、追跡者)                                 | 25 января 2005  |  |
| Дзюнко обращается к Пустыннику за помощью, так как техник, раньше работавший над секретами корпорации, пытается насильно заставить её вступить в брак. | |                 |  |
| 18 | «Уныние и отчаяние» «Too Close For Comfort» («Слишком близко к неудобству») «Дзасецу то Дзэцубо» (挫折と、絶望)                            | 1 февраля 2005  |  |
| Продолжение 17 серии. Дзюнко захвачена, а техника ищут его бывшие коллеги. | |                 |  |
| 19 | «Вверх и вниз» «Scratching the Surface» («Царапая поверхность») «Уэ то Сита» (上と、下)                                                    | 8 февраля 2005  |  |
| Пустынник был нанят для того, что он считал поиском пропавшего без вести, однако вскоре он обнаруживает себя втянутым в кое-что очень неожиданное. | |                 |  |
| 20 | «Возвращение и благоприятная возможность» «A Raw Deal» («Нечестная сделка») «Ура то Бэн» (裏と、便)                                        | 15 февраля 2005 |  |
| Втянутые в организацию Каидзуки (Подпольные Наёмники) с целью свержения правительства Оазиса Пустынник и Косуна должны определиться относительно своего следующего шага. Однако, конечный результат, похоже, не сулит ничего хорошего для Пустынника. | |                 |  |
| 21 | «Учитель и ученик, часть 2» «Successor of the Desert» («Преемник Пустыни») «Сисё то Деси part II» (師匠と、弟子partⅡ)                      | 22 февраля 2005 |  |
| Пустынник по-видимому мертв, и Косуна занимает его место как «Пустынник II» со своим собственным учеником, Митцем, робким мальчишкой и сыном старого учителя Пустынника, Койда, и у него есть особый талант. Тем не менее, переход от ученика к учителю оказывается немного сложнее, чем ожидалось, когда Косуна и Митц сталкиваются с бандой Кавадзу.                                                                    | |                 |  |
| 22 | «Дождь и море» «Hidden Agendas» («Тайный план») «Амэ то Уми» (雨と、海)                                                                    | 1 марта 2005    |  |
| Подпольные Наёмники направляются в Город-Скелет, чтобы принять участие в первом заседании стратегического совета против правительства Оазиса, но всё не так, как кажется. Косуна и Митц возвращаются домой и находят дом своего старого друга Мацу охваченным огнём. | |                 |  |
| 23 | «Подозрение и амбиции» «Voices in the Wind» («Шепот в ветру») «Гиваку то Ябо» (疑惑と、野望)                                               | 21 марта 2005   |  |
| Косуна скорбит о потере Мацу и размышляет над своим нынешним положением. Подпольные Наёмники начинают действовать в соответствии со своим планом и приступают к миссии поиска и захвата тайной лаборатории, но им помешают не кто иные, как Дзюнко и удивительный гость — Канта. | |                 |  |
| 24 | «Тайко и Канта» «The Demon Revealed» («Демон обнаружен») «Тайко то Канта» (太湖と、灌太)                                                   | 28 марта 2005   |  |
| Быстро стерев из своего ума мысли о смерти Канты, Косуне придётся доказать, что она настоящий наёмник, в последнем бою против её старого учителя. Канта открывает, что Каидзука совсем не тот, за кого себя выдаёт, и Подпольные Наёмники будут уничтожены. Косуна предпочитает забыть о своём прошлом и Пустыннике, зная, что это единственный способ для неё действительно стать самой сильной красоткой Пустыни Канто. | |                 |  |

#### Музыка
Открывающие темы
1. «Sand Mission» — Hideaki Takatori (японская версия)/Gary Eckert (английская версия) (серии 1-12)
2. «Destiny of the Desert» — Yuka (серии 13-23)
3. «Shinkirō» («Mirage») — Yuka (серия 24)

Закрывающие темы
1. «Sunabōzu Ekaki Uta» («How to Draw Sunabōzu») — Hideaki Takatori (серии 1-12)
2. «Shinkirō» («Mirage») — Yuka (серии 13-23)
3. «Sand Mission» — Hideaki Takatori (японская версия)/Gary Eckert (английская версия) (серия 24)

Оригинальный саундтрек
- Композитор — Кохэй Танака